# SunTrust Park
SunTrust Park – stadion baseballowy w Atlancie w stanie Georgia, na którym swoje mecze rozgrywa zespół Atlanta Braves.
Budowę obiektu rozpoczęto w lutym 2015, a pierwszy mecz miał miejsce 31 marca 2017, gdy Braves, w obecności 21 392 widzów, podejmowali New York Yankees w spotkaniu przedsezonowym. Oficjalne otwarcie stadionu odbyło się 8 kwietnia 2017 podczas meczu college baseball pomiędzy Georgia Bulldogs a Missouri Tigers. Mecz obejrzało 33 025 kibiców i była to druga najwyższa frekwencja w historii baseballu akademickiego. 
Pierwszy mecz sezonu zasadniczego Major League Baseball rozegrano 14 kwietnia 2017, a przeciwnikiem Braves był zespół San Diego Padres. Przed rozpoczęciem spotkania miała miejsce ceremonia, w której udział wzięli między innymi Hank Aaron, Bobby Cox, Tom Glavine, Chipper Jones, Dale Murphy, Phil Niekro i John Smoltz. Pierwszy uroczysty rzut wykonał Hank Aaron do Bobby’ego Coksa. Mecz obejrzało 41 149 widzów.